# Marcos López
Marcos Johan López Lanfranco (Callao, 20 november 1999) is een Peruaanse voetballer die als linksback speelt voor FC Kopenhagen. In 2018 debuteerde López voor het Peruaanse voetbalelftal.

## Clubcarrière
López tekende in januari 2019 een contract bij het Amerikaanse San Jose Earthquakes. Daarvoor speelde hij al enkele seizoenen profvoetbal in eigen land voor USMP en Sporting Cristal.
Op 8 augustus 2022 maakte Feyenoord bekend dat het López had vastgelegd voor vier jaar. Hij debuteerde daar vervolgens op 11 augustus, tegen Sparta. In zijn eerste seizoen werd López landskampioen met Feyenoord en kwam hij geregeld in actie. Na de doorbraak van Quilindschy Hartman moest hij echter genoegen nemen met een reserverol. Toch kwam López over twee seizoenen tot 45 optredens in het eerste elftal van Feyenoord.
In augustus 2024 ging López op huurbasis aan de slag in Denemarken bij FC Kopenhagen, dat tevens een optie tot koop in het contract bedong. In de jaargang 2024/25 kwam López tot dertig officiële duels en zeven assists gaf. Hiermee had hij een bijdrage in het winnen van de landstitel en de beker. Na afloop van het seizoen besloot Kopenhagen om de Peruaanse speler definitief te binden.
| Carrièrestatistieken      | Carrièrestatistieken | Carrièrestatistieken | Carrièrestatistieken | Carrièrestatistieken | Carrièrestatistieken | Carrièrestatistieken | Carrièrestatistieken | Carrièrestatistieken | Carrièrestatistieken | Carrièrestatistieken | Carrièrestatistieken | Carrièrestatistieken | Carrièrestatistieken |
| Seizoen                   | Club                 | Competitie           | Competitie           | Competitie           | Beker                | Beker                | Internationaal       | Internationaal       | Overig               | Overig               | Totaal               | Totaal               |                      |
| Seizoen                   | Club                 | Competitie           | Wed.                 | Dlp.                 | Wed.                 | Dlp.                 | Wed.                 | Dlp.                 | Wed.                 | Dlp.                 | Wed.                 | Dlp.                 |                      |
| ------------------------- | -------------------- | -------------------- | -------------------- | -------------------- | -------------------- | -------------------- | -------------------- | -------------------- | -------------------- | -------------------- | -------------------- | -------------------- | -------------------- |
| 2019                      | San Jose Earthquakes | Major League Soccer  | 18                   | 0                    | 2                    | 0                    | –                    | –                    | –                    | –                    | 20                   | 0                    |                      |
| 2020                      | San Jose Earthquakes | Major League Soccer  | 13                   | 2                    | –                    | –                    | –                    | –                    | 1                    | 0                    | 14                   | 2                    |                      |
| 2021                      | San Jose Earthquakes | Major League Soccer  | 21                   | 1                    | –                    | –                    | –                    | –                    | –                    | –                    | 21                   | 1                    |                      |
| 2022                      | San Jose Earthquakes | Major League Soccer  | 17                   | 1                    | 2                    | 0                    | –                    | –                    | –                    | –                    | 19                   | 1                    |                      |
| Clubtotaal                | Clubtotaal           | Clubtotaal           | 69                   | 4                    | 4                    | 0                    | 0                    | 0                    | 1                    | 0                    | 74                   | 4                    |                      |
| 2022/23                   | Feyenoord            | Eredivisie           | 19                   | 0                    | 1                    | 0                    | 8                    | 0                    | 0                    | 0                    | 28                   | 0                    |                      |
| 2023/24                   | Feyenoord            | Eredivisie           | 12                   | 0                    | 1                    | 0                    | 1                    | 0                    | 1                    | 0                    | 15                   | 0                    |                      |
| 2024/25                   | Feyenoord            | Eredivisie           | 1                    | 0                    | 0                    | 0                    | 0                    | 0                    | 1                    | 0                    | 2                    | 0                    |                      |
| Clubtotaal                | Clubtotaal           | Clubtotaal           | 32                   | 0                    | 2                    | 0                    | 9                    | 0                    | 2                    | 0                    | 45                   | 0                    |                      |
| 2024/25                   | FC Kopenhagen        | Superligaen          | 17                   | 0                    | 6                    | 0                    | 7                    | 0                    | 0                    | 0                    | 30                   | 0                    |                      |
| 2025/26                   | FC Kopenhagen        | Superligaen          | 0                    | 0                    | 0                    | 0                    | 0                    | 0                    | 0                    | 0                    | 0                    | 0                    |                      |
| Carrièretotaal            | Carrièretotaal       | Carrièretotaal       | 118                  | 4                    | 12                   | 0                    | 16                   | 0                    | 3                    | 0                    | 149                  | 4                    |                      |
| Bijgewerkt op 1 juli 2025 |                      |                      |                      |                      |                      |                      |                      |                      |                      |                      |                      |                      |                      |

## Erelijst
| Eredivisie           | 1x | 2022/23 |
| KNVB beker           | 1x | 2023/24 |
| Johan Cruijff Schaal | 1x | 2024    |

## Interlandcarrière

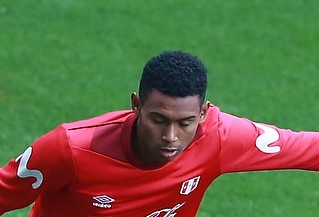
Marcos López in 2018 met Peru

López werd op 17 augustus 2018 voor het eerst opgeroepen voor de nationale ploeg door bondscoach Ricardo Gareca in aanloop naar de vriendschappelijke wedstrijden tegen Nederland en Duitsland. Hij debuteerde op 9 september 2018 door in de 67e minuut in te vallen voor Edison Flores in de oefenwedstrijd tegen Duitsland.
López kwam voor zijn vaderland in actie op de Copa América 2021 en de Copa América 2024.
1 Trott ·
2 Diks ·
4 Garananga ·
5 Pereira ·
6 Hatzidiakos ·
7 Claesson  ·
8 Mattsson ·
9 Onugkha ·
10 Elyounoussi ·
11 Larsson ·
13 Huescas ·
14 Cornelius ·
15 López ·
16 Robert ·
17 Froholdt ·
19 Chiakha ·
20 Boilesen ·
21 Sander ·
22 Gotsjoleisjvili ·
24 Meling ·
27 Delaney ·
30 Achouri ·
31 Rúnarsson ·
33 Falk ·
36 Clem ·
38 Højer ·
40 Bardghji ·
Coach: Neestrup
· Assistent-coach: Nørregaard
· Keeperstrainer: Christensen